# Anguliphantes zygius
Anguliphantes zygius là một loài nhện trong họ Linyphiidae.
Loài này thuộc chi Anguliphantes. Anguliphantes zygius được Andrei V. Tanasevitch miêu tả năm 1993.